# Rižský záliv
Rižský záliv (lotyšsky Rīgas jūras līcis, estonsky Liivi laht nebo Riia laht) je záliv u východního pobřeží Baltského moře u břehů Lotyšska (okresy Talsens, Tukums, Riga, Limbaži a samosprávné město Jūrmala) na jihu a Estonska (kraje Pärnumaa a Saaremaa) na severu. Od moře je oddělen Západoestonským souostrovím, mezi kterými je s ním spojen průlivy Irbenským a Muhuským. Na severovýchodě se nachází Pernovský záliv. Záliv se zařezává do souše do hloubky 174 km. Jeho rozloha je 18 100 km². Největší hloubka je 62 m. Teplota vody je v létě do 18 °C a v zimě 0 až 1 °C. Od prosince do dubna zamrzá. Slanost vody je 3,5 až 6 ‰. V zálivu jsou dobře rozvinuté cirulační a setrvačné proudy s průměrnou rychlostí 8 cm/s.

## Pobřeží

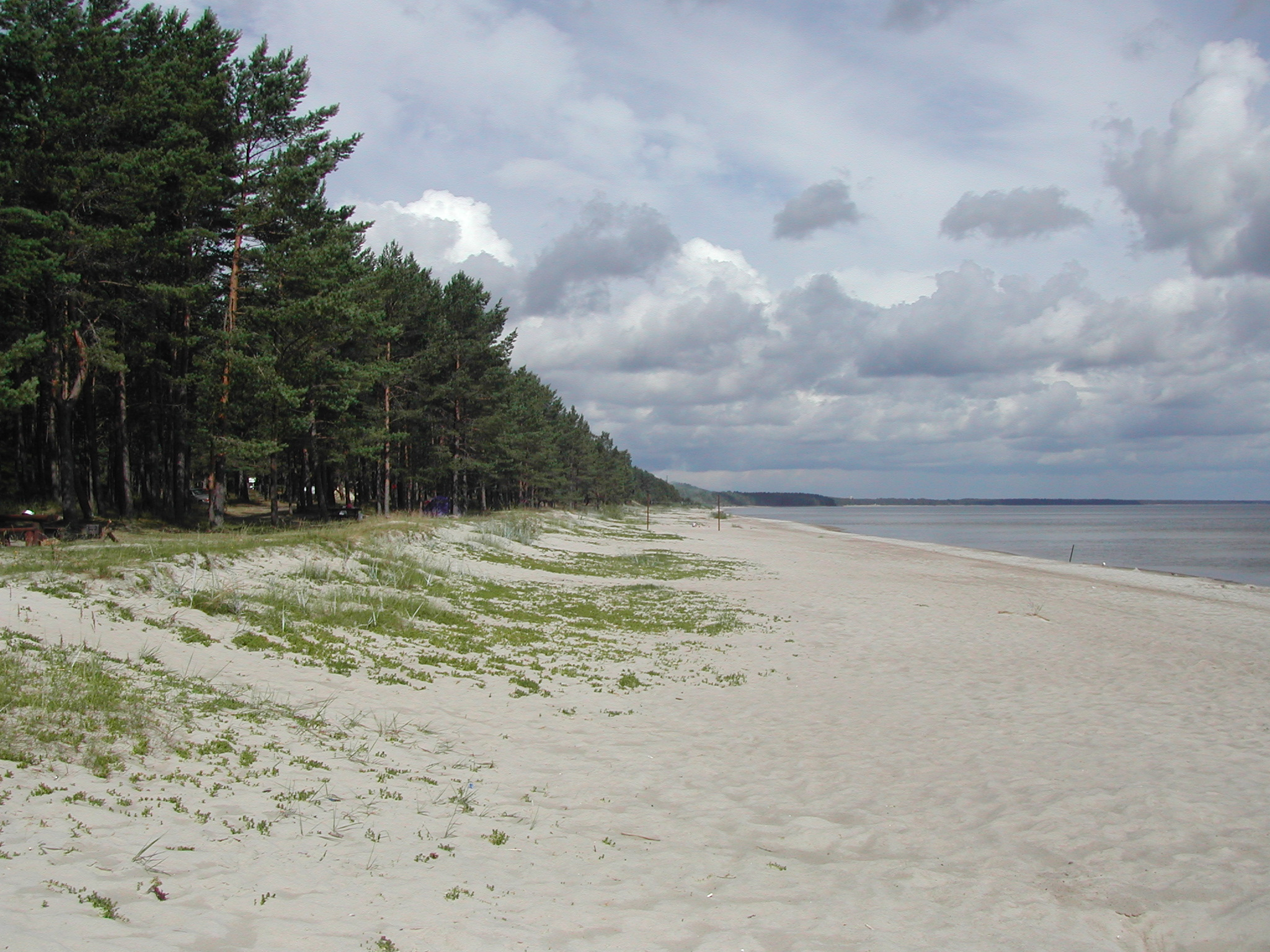
Pobřeží Rižského zálivu

Pobřeží je nízké a převážné písčité.

## Ostrovy
V zálivu se nacházejí ostrovy Kihnu, Ruhnu, Abruka a Manilaid. Všechny patří Estonsku.

## Přítoky
Do zálivu ústí v Lotyšsku řeky Daugava, Lielupe, Gauja, Roja, Vitrupe, Svetupe a Salaca a v Estonsku řeka Pärnu.

## Osídlení pobřeží
Velký přístav a hlavní město Lotyšska Riga leží v ústí Daugavy. Na jižním břehu leží lázeňské město Jūrmala (Lotyšsko) a na severním město a lázně Pärnu na severním břehu (Estonsko) a Kuressaare na ostrově Saaremaa.